# Cobra indien
Naja naja
Pour les articles homonymes, voir Cobra (homonymie).
Espèce
Statut CITES
Naja naja, aussi appelé cobra indien, serpent à lunettes ou cobra à lunettes, est une espèce de serpents de la famille des Elapidae originaire du sous-continent indien.

## Répartition
Cette espèce se rencontre au Pakistan, en Inde, au Sri Lanka, au Bangladesh, au Népal et au Bhoutan.
Sa présence est incertaine en Afghanistan (extrémité sud-est).

## Description

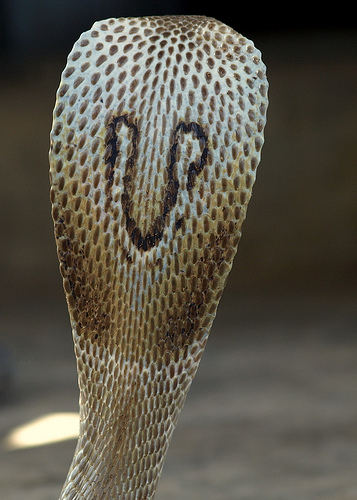
Les "lunettes" caractéristiques de Naja naja

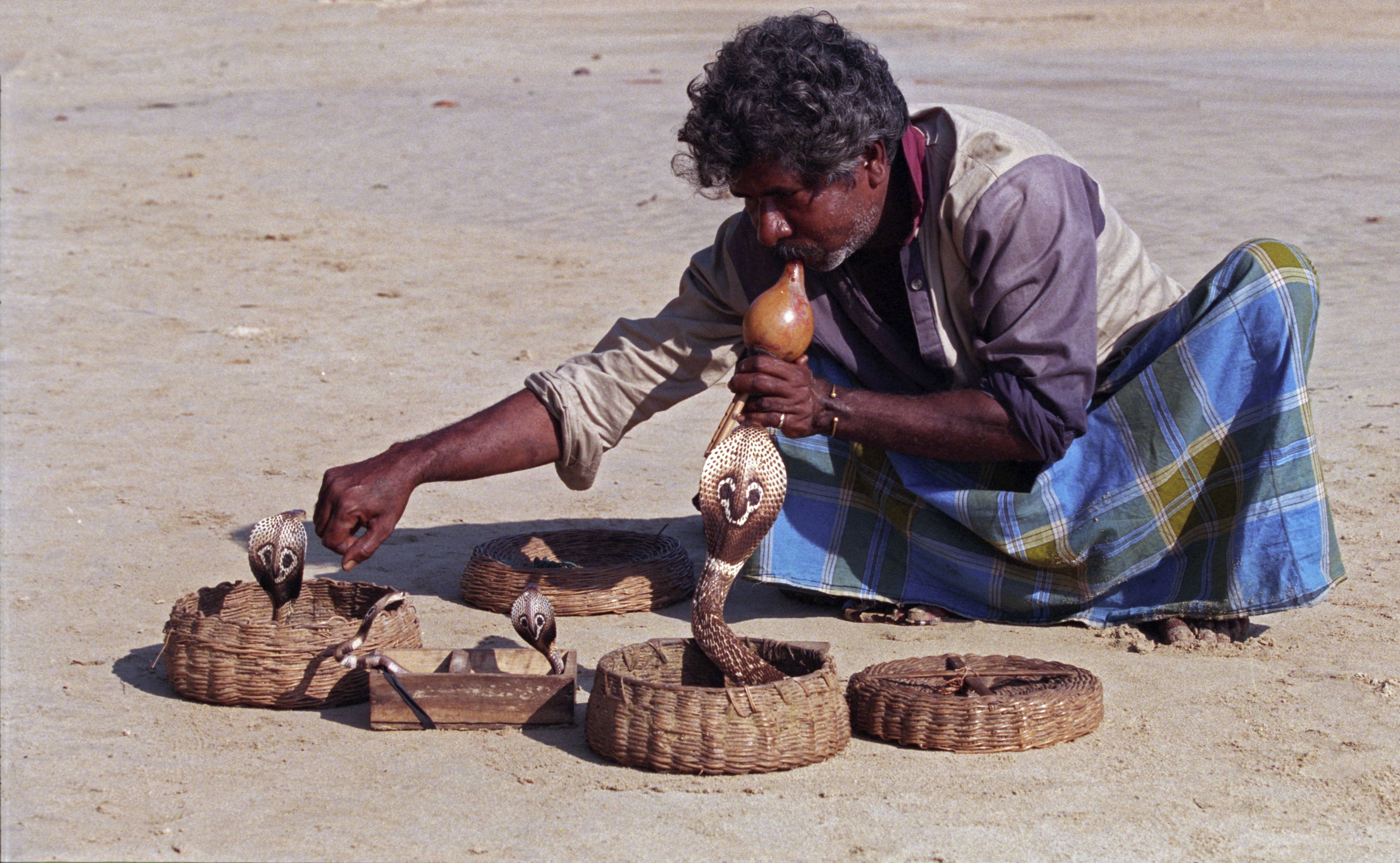
Le cobra indien est l'espèce la plus fréquemment montrée par les charmeurs de serpents dans le sous-continent indien (ici au Sri Lanka).

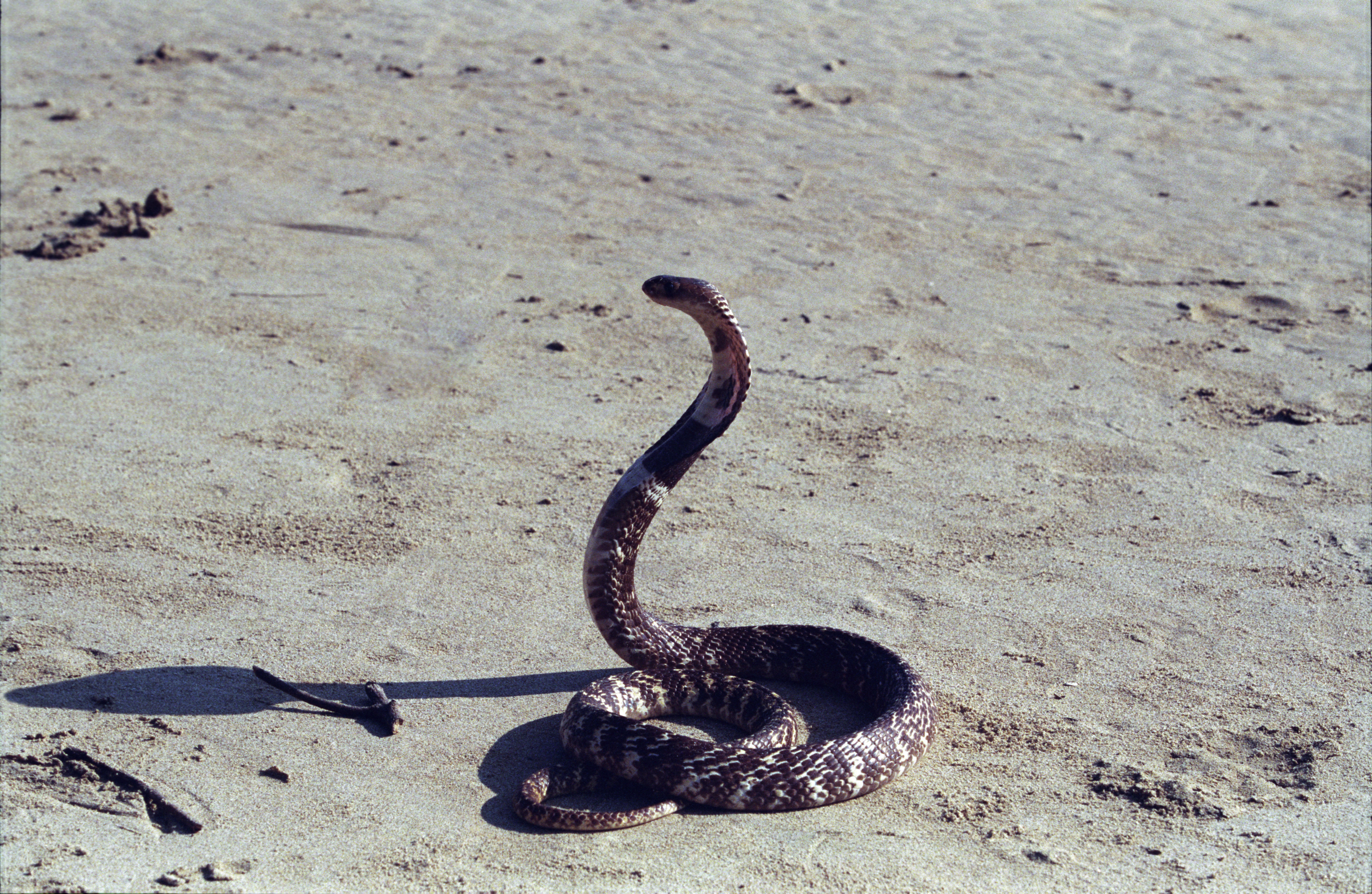
Naja naja

Son nom de « serpent à lunettes » est dû aux marques que l’on peut observer au dos de sa coiffe lorsqu'il la déploie. Cette caractéristique peut permettre de distinguer cette espèce d'autres espèces proches pouvant cohabiter dans quelques régions, telles que Naja kaouthia (le « cobra à monocle ») ou Naja oxiana. Ce motif n'est cependant pas toujours présent, certains spécimens et certaines populations entières de cette espèce sont plus sombres et plus uniformes, avec une coiffe dépourvue de motif, notamment dans la partie Nord-Ouest de son aire de répartition, où il cohabite par endroits avec Naja oxiana.
La majorité des individus adultes mesurent entre 1 et 1,5 mètres. Les plus grands spécimens peuvent exceptionnellement dépasser les deux mètres, principalement au Sri Lanka où la forme locale est considérée comme une espèce distincte par une partie des auteurs. Le maximum connu est de 2,2 mètres.
C'est un serpent principalement crépusculaire et nocturne, qui se nourrit essentiellement de rats et de souris mais qui apprécie aussi les oiseaux, les lézards et les crapauds.

## Reproduction
La femelle pond de 8 à 20 œufs, couvés pendant 70 jours. Les jeunes mesurent de 25 à 30 centimètres de long à l'éclosion.

## Venin
Le venin du cobra indien est essentiellement neurotoxique et cardiotoxique, comme pour beaucoup de serpents de la famille des Élapidés. Son venin, l'un des plus puissants, est contenu en grande quantité dans ses glandes à venin : il peut en injecter massivement en une morsure. Il agit sur les synapses des jonctions neuro-musculaires (connexions nerveuses entre les neurones moteurs et les muscles striés), en bloquant leur fonctionnement, ce qui provoque la paralysie des muscles atteints, voire du cœur quand celui-ci est atteint par l’afflux de sang envenimé, pouvant mener à un arrêt cardiaque, quand ce n'est pas une mort par asphyxie du fait de la défaillance de la fonction respiratoire par paralysie musculaire des muscles respiratoires tels que le diaphragme.
La nocivité de la morsure est directement corellée à la quantité injectée de venin. Chez les souris, la DL50 varie de  0,45 à 0,75 mg/kg selon les études. La quantité de venin contenue dans une morsure efficace de cobra indien varie quant à elle de 169 à 250 mg.
Le taux de mortalité pour les victimes humaines n'ayant pas été traitées médicalement est, selon les études, approximativement de 20 à 30 %. Le nombre important de survivants sans traitement s'explique surtout par la quantité très variable de venin que le serpent a eu le temps d'injecter en une morsure ; en effet dans de nombreux cas, la quantité de venin est très faible et parfois nulle (morsure sèche fréquente). Cependant, seul un pourcentage minoritaire des morsures est mortel pour l'homme lorsque des soins médicaux appropriés sont apportés à temps, notamment avec l’administration d'un antivenin spécifique. Pour les victimes qui ont reçu un traitement médical rapide, le taux de mortalité est d'environ 9 %.
Dans les années 1970, on estimait que plus de dix mille personnes perdaient la vie en Inde chaque année à la suite d'une morsure de cobra.
Ce serpent ne cherche jamais à attaquer, il cherche à fuir, à s'écarter du danger ou à se cacher dès qu'il le peut. Les morsures sur l'homme surviennent essentiellement lorsque les protagonistes sont entrés en contact par accident et que le serpent n'a pas eu la possibilité de signaler sa présence. En effet, il ne manque pas d'avertir avant de mordre lorsqu'il a vu venir le danger pour lui : il se dresse, siffle fortement pour bien prévenir de sa présence et de sa dangerosité et aplatit son capuchon pour tenter d'impressionner son adversaire. La paire d'yeux dessinée à l'arrière est destinée à déstabiliser l'ennemi tandis que les deux taches à l'avant sont censées faire croire que le serpent a une très grosse tête. C'est une technique d'intimidation contre les prédateurs, mais aussi un avertissement visible pour les grands herbivores (comme les bovidés) qui parcourent sans cesse son territoire et qui sans cela lui marcheraient dessus sans égard en étant occupés à brouter. Les bovins comprennent ce message et s'écartent en évitant de marcher sur le petit animal afin d'éviter les lourds désagréments d'une morsure. La morsure venimeuse n'est utilisée par le cobra qu'en dernier recours, lorsque ces signaux n'ont pas rapidement fonctionné pour écarter l'assaillant et que le serpent s'est fait piétiner ou attaquer par un prédateur. Dès lors qu'une personne a aperçu un cobra qui a manifesté ainsi sa présence, elle ne court normalement plus aucun risque en le laissant simplement tranquille sachant qu'il est dangereux. À un mètre de distance il n'y a aucun danger dans ce cas de figure.
Malgré tout son arsenal d'avertissement, efficace pour éviter beaucoup de morsures, le cobra indien est l'un des serpents qui cause le plus de victimes humaines au monde. Il est donc pour cette raison considéré comme l'un des serpents venimeux le plus dangereux de la planète. Il fait partie du Big four, soit les quatre espèces de serpents responsables du plus grand nombre de décès par morsure de serpent en Inde avec la vipère de Russell, le bongare indien et l'échide carénée. Mais cette place s'explique avant tout par la réunion de plusieurs facteurs statistiques importants. Il existe de très nombreux serpents aussi venimeux voire bien plus dangereux dans le monde, mais le cobra indien a la particularité d'être l'un des serpents les plus fréquents dans son aire de répartition, or cette aire de répartition (le sous-continent indien) est aussi l'une des plus densément peuplées et cultivées par l'homme au monde. Les rencontres fortuites entre l'homme et ce serpent sont donc beaucoup plus nombreuses qu'avec les autres espèces de serpents venimeux. Il faut ajouter à cela que le cobra indien a des mœurs et des biotopes en partie très anthropophiles : il s'est bien adapté aux milieux modifiés par l'homme tels que les champs, les pâturages mais aussi et surtout les villages, les fermes avec leurs décombres voire les jardins à la périphérie des villes où il consomme les nombreux rongeurs qui y pullulent. L'homme côtoie donc beaucoup plus fréquemment cette espèce de serpent venimeux que le plupart des autres présentes dans le sous-continent indien. De plus dans le sous-continent indien, l'essentiel de la population est encore rurale, n'a pas pour habitude de porter des chaussures ni des pantalons, qui limiteraient le risque de morsure. Les activités agricoles dans les champs et les fermes, donc là où vit ce serpent, le délogent très fréquemment de ses cachettes sans qu'on l'ait vu (objets divers amassés sur le sol dans lesquels ou en dessous desquels il aime se lover, bâtiments ruraux, bois exploité dans les campagnes, conduits divers, chantiers, etc). Ce sont tous ces facteurs combinés qui concourent à multiplier le nombre d'accidents. À cela il faut ajouter enfin que ce cobra tient une place importante dans la culture indienne, il est tantôt considéré comme sacré ou porte-bonheur, tantôt comme objet de démonstration ou même comme un simple jouet et on voit fréquemment des groupes d'enfants s'amuser avec des cobras qu'ils ont capturé dans leurs cachettes, malgré la peur qu'ils inspirent. Une partie importante des accidents survient dans ces circonstances.

## Le Cobra indien dans la culture
Ce cobra est très utilisé par les charmeurs de serpent en Inde.
Il tient une place importante dans la culture et la religion en Inde où il est perçu comme un animal bénéfique, malgré la crainte qu'il inspire.
Dans la tradition bouddhique, le Naja est un animal bénéfique, qui, en se dressant derrière lui, protège le Bouddha contre les démons.

## Galerie

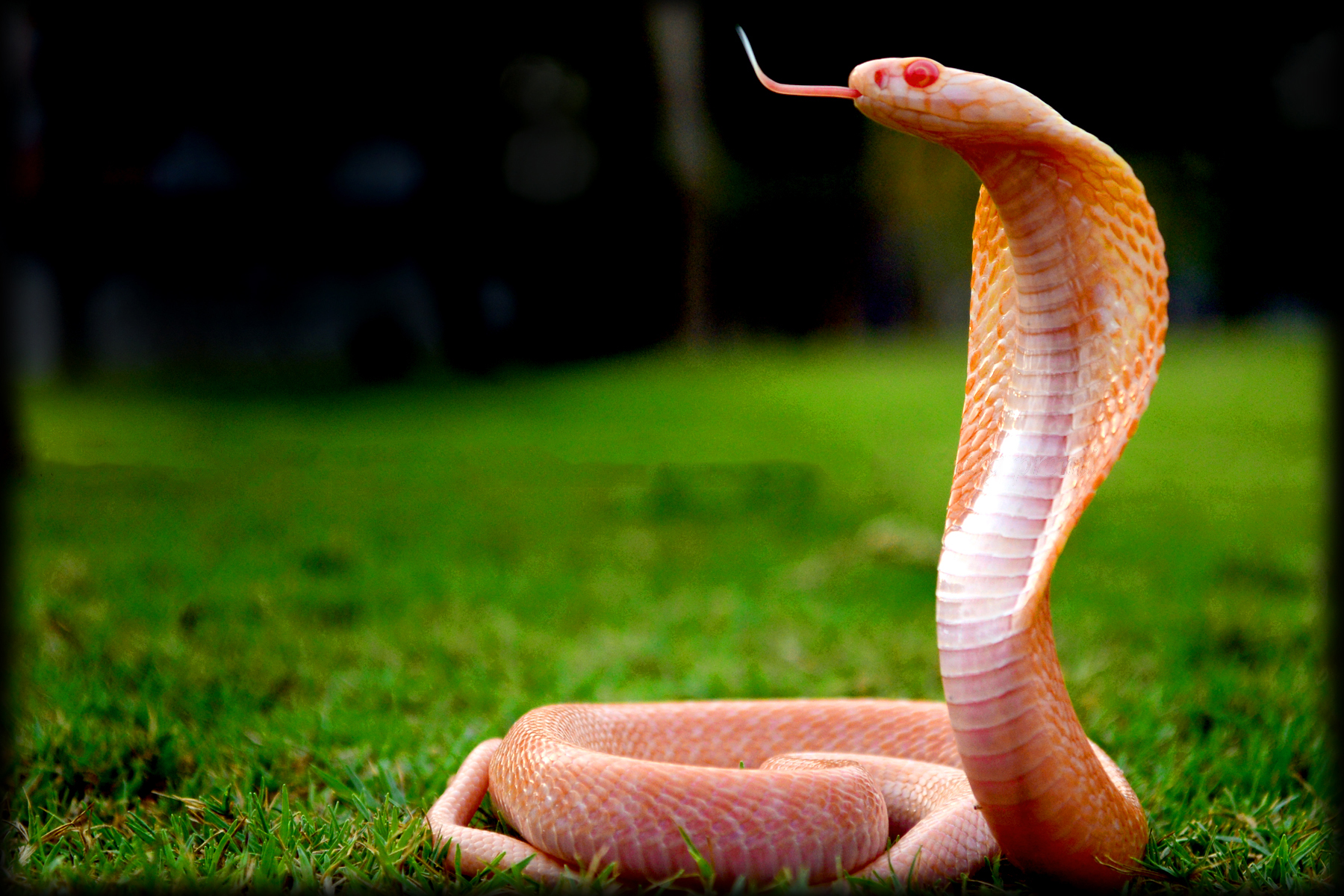
Individu albinos.
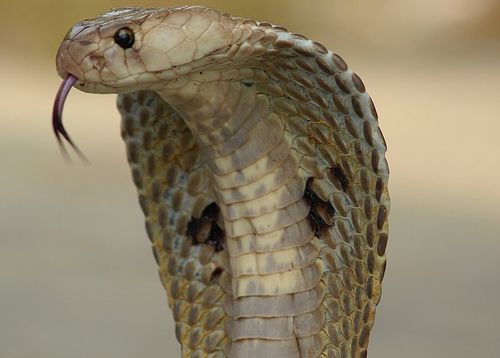
Tête.
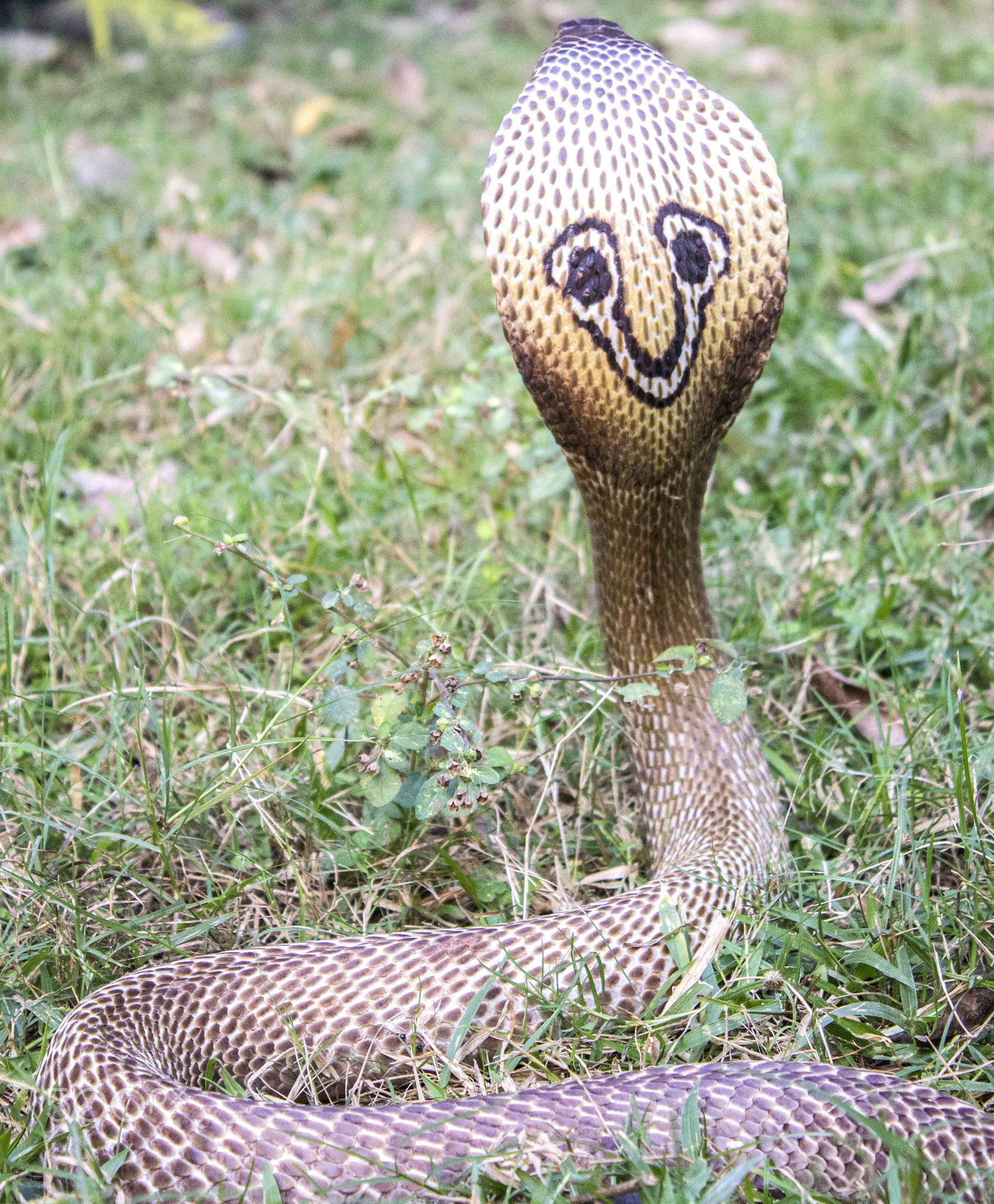
Motif de « lunettes » sur le capuchon.
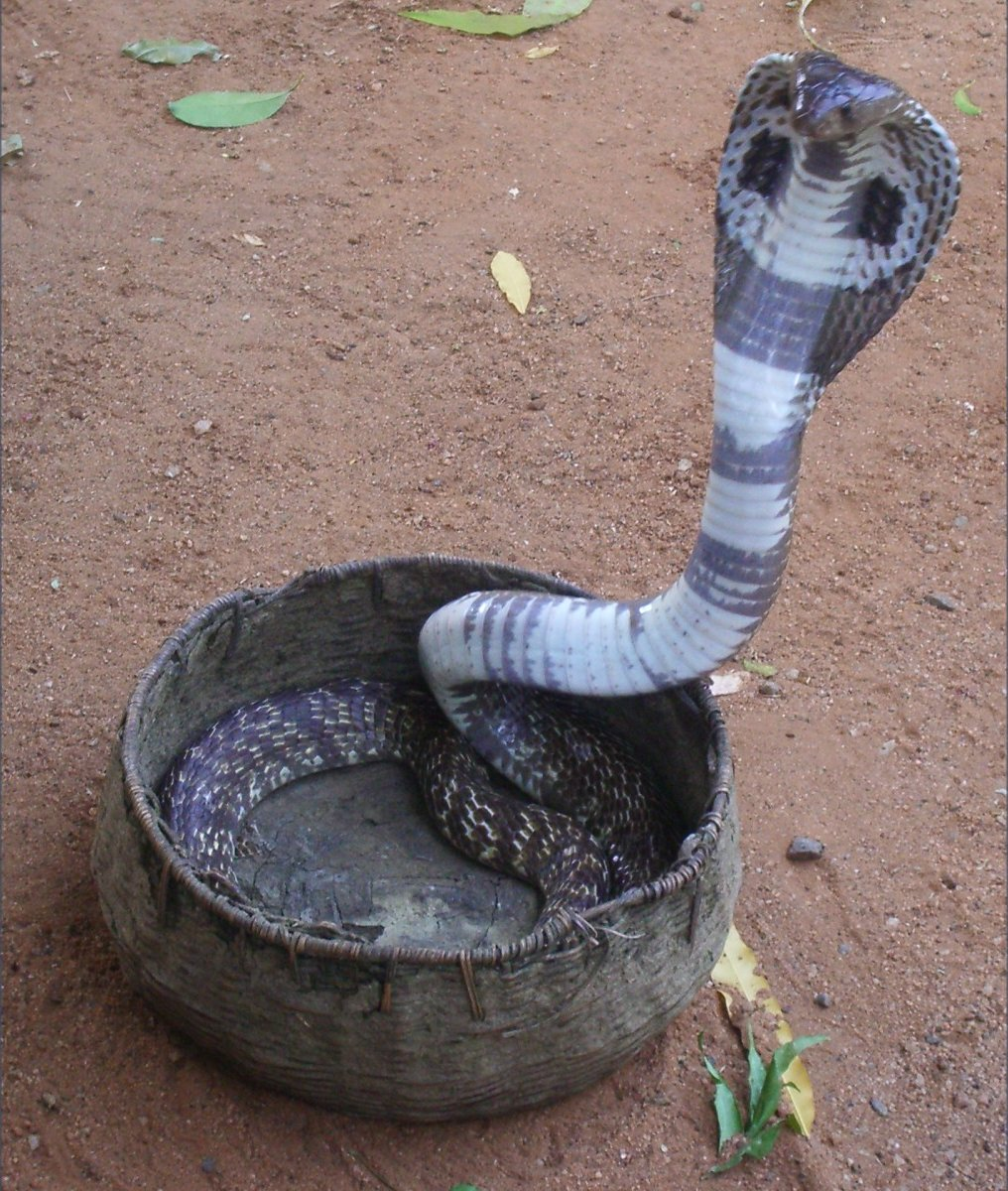
Spécimen dans un panier.
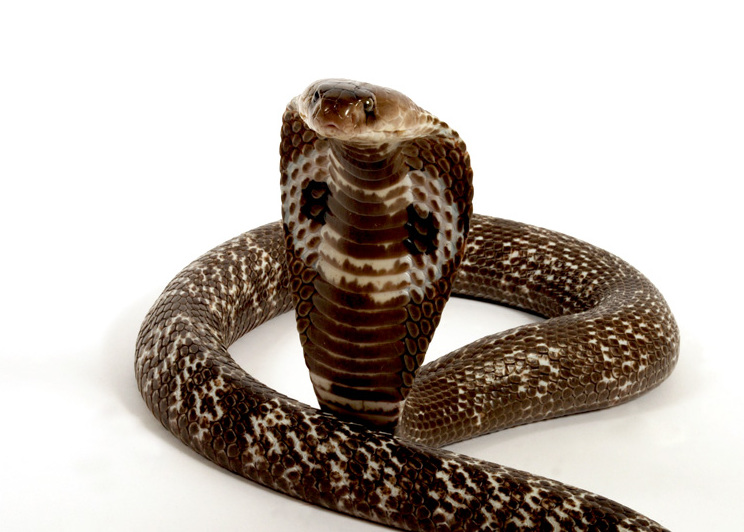
Spécimen de face.

## Synonymes
Cette espèce compte de nombreux synonymes : 
- Coluber naja Linnaeus, 1758
- Naja brasiliensis Laurenti, 1768
- Naja fasciata Laurenti, 1768
- Naja lutescens Laurenti, 1768
- Naja maculata Laurenti, 1768
- Naja non-naja Laurenti, 1768
- Coluber caecus Gmelin, 1788
- Coluber rufus Gmelin, 1788
- Naja tripudians Merrem, 1820
- Naja nigra Gray, 1830
- Naja naja gangetica Deraniyagala, 1945
- Naja naja lutescens Deraniyagala, 1945
- Naja naja madrasiensis Deraniyagala, 1945
- Naja naja indusi Deraniyagala, 1960
- Naja naja bombaya Deraniyagala, 1961
- Naja naja karachiensis Deraniyagala, 1961
- Naja naja ceylonicus Chatman & di Mari, 1974
- Naja naja polyocellata Mehrtens, 1987

## Publication originale
- Linnaeus, 1758 : Systema naturae per regna tria naturae, secundum classes, ordines, genera, species, cum characteribus, differentiis, synonymis, locis, ed. 10 (texte intégral).